# Truebella skoptes
Truebella skoptes es una especie de anfibios de la familia Bufonidae.
Es endémica de Perú.
Su hábitat natural son los praderas tropicales o subtropicales a gran altitud.